# Deutschland AG
Deutschland AG (po polsku: Niemcy SA lub Spółka Akcyjna Niemcy) jest pojęciem opisującym powiązania niemieckiej gospodarki wokół największych niemieckich spółek z branży bankowej, finansowej oraz przemysłowej.
Pojęcie użył po raz pierwszy Andrew Shonfield w 1965 r., który opisał Niemcy jako „organized private enterprise”. Shonfield opisał Niemcy jako organizację, która ogranicza konkurencję wewnątrz rynku a występuje jednolicie na zewnątrz.” Sieć wielkich niemieckich przedsiębiorstw, które nawzajem wykupowały swoje akcje i udziały tworzył jeden wielki koncern narodowy. W radach nadzorczych różnych spółek zasiadali ci sami menadżerowie, związkowcy i politycy. Garstka niewielu ludzi decydowała o tym, kto zostanie powołany do rad nadzorczych i zatem zarządów większości wielkich niemieckich przedsiębiorstw. Koncentracja tak dużej władzy ekonomicznej, a co za tym idzie też politycznej, jest szeroko krytykowana. Pojęcie Deutschland AG ma pejoratywny charakter i sieć powiązań dużego biznesu, polityki i mediów jest odbierana jako zagrożenie dla demokracji i państwa prawa. Istotnym elementem Deutschland AG jest to, że przedsiębiorstwa w niej zorganizowane się nawzajem popierają i utrudniają konkurencji wejście na rynek niemiecki. Jednocześnie wspierają się nawzajem przy wchodzeniu na rynki zagraniczne. Ten układ gospodarczy nazwany bywa też reńskim kapitalizmem (Rheinischer Kapitalismus). Jako centrum Deutschland AG uważało się do końca 20. wieku przede wszystkim Deutsche Bank i Allianz, które miały udziały w większości wielkich niemieckich spółek przemysłowych. Niektórzy uważają, że Deutsche Bank i Allianz już nie mają tak silnej pozycji w Deutschland AG jak przed kryzysem z 2008 r.

## Literatura
- Ralf Ahrens/Boris Gehlen/Alfred Reckendrees (Hrsg.): Die ‘Deutschland AG’. Historische Annäherungen an den bundesdeutschen Kapitalismus (Bochumer Schriften zur Unternehmens- und Industriegeschichte, Band 20). Klartext Verlag, Essen 2013. ISBN 978-3-8375-0986-1.
- Jürgen Roth: Der Deutschland Clan. Das skrupellose Netzwerk aus Politikern, Top-Management und Justiz, Eichborn Verlag 2006. ISBN 978-3-8218-5613-1.
- Daniel Schäfer: Die Wahrheit über die Heuschrecken: Wie Finanzinvestoren die Deutschland AG umbauen, Frankfurter Allgemeine Buch, Frankfurt 2006. ISBN 978-3-89981-119-3.
- Wolfgang Streeck und Martin Höpner (Hrsg.): Alle Macht dem Markt? Fallstudien zur Abwicklung der Deutschland AG, Campus-Verlag, Frankfurt 2003. ISBN 978-3-593-37265-5 (online; PDF; 5,3 MB)